# Pierre Dalem
Pierre Antoine Henri Joseph Dalem (ur. 16 marca 1912 w Liège  – zm. 22 lutego 1993) – belgijski piłkarz grający na pozycji pomocnika. W swojej karierze rozegrał 23 mecze w reprezentacji Belgii.

## Kariera klubowa
W swojej karierze piłkarskiej Dalem grał w klubie Standard Liège.

## Kariera reprezentacyjna
W reprezentacji Belgii Dalem zadebiutował 31 marca 1935 roku w przegranym 2:4 towarzyskim meczu z Holandią, rozegranym w Amsterdamie. W 1938 roku został powołany do kadry na M
mistrzostwa świata we Francji. Na nich był rezerwowym i nie wystąpił w żadnym meczu. Od 1935 do 1939 roku rozegrał w kadrze narodowej 23 mecze.